# Foco eruptivo
No se entiende porfoco eruptivo un orificio en la corteza terrestre, a través del cual salen o salieron materiales magmáticos a la superficie, ya sea en forma de lava o de piroclásticos. Estos materiales eyectados se acumularon alrededor del orificio formando lo que se suele llamar edificio volcánico. La forma más común de estas estructuras es el cono volcánico, pero cuando se trata de lava viscosa, pueden ocurrir escudos o domos de lava. Los factores clave para clasificar el foco eruptivo son: el origen por fenómenos volcánicos y la forma morfológica constructiva. Un cerro formado por rocas volcánicas antiguas, esculpido por los agentes de erosión, no se reconoce como un edificio volcánico y, por consiguiente, no es clasificado como foco eruptivo). 